# Your Songs 2012
『Your Songs 2012』（ユア・ソングス - ）は、KATSUMIの7枚目の会場限定CD。

## 内容
ライブ会場限定で販売されている会場限定CDの7作目。
公式ファンクラブ「Hip Bird Club」会員のみ、ファンクラブ運営の通信販売にて購入することができる。 
ディスクはCD-R仕様となっている。
Project DMMに提供した楽曲をセルフカバーしている。

## 収録曲
全作詞・作曲・編曲：KATSUMI（特記以外）
1. ONE (the way to love)
作曲：石川洋
2ndオリジナル・アルバム『ONE』収録楽曲を新録。
2. 心の絆 〜your songs version〜
Project DMMに提供した楽曲をセルフカバー。
原曲はTBS系「ウルトラマンコスモス」エンディングテーマ。
3. Feelin' Blue 〜original version〜
ミニ・アルバム『CHANCE in the Seeds of Love』収録楽曲を新録。